# Jacquees
Rodriquez Jacquees Broadex, conosciuto semplicemente come Jacquees (Decatur, 15 aprile 1994), è un cantautore e produttore discografico statunitense.
Affiliato alla Cash Records come autore dal 2015, nel 2016 ha ottenuto la sua prima hit come interprete con il brano B.E.D. Nella sua carriera ha pubblicato 2 album, 5 EP e svariati mixtape, collaborando inoltre con star del calibro di Chris Brown, Birdman, Trey Songz, T.I., Jermaine Dupri, Young Thug ed altri.

## Carriera
Durante gli anni 2000 ,Jacquees riesce a farsi notare grazie a svariate performance televisive, riuscendo ad essere scritturato da un'etichetta minore chiamata Block Entertainment nel 2007. Focalizzata principalmente sul rap e non sulla musica R&B, l'etichetta non dà modo all'artista di pubblicare musica fino al 2011, anno in cui gli ha permesso di pubblicare il suo singolo di debutto Krazy in collaborazione con il noto rapper T.I. Tale pubblicazione rimane tuttavia l'unica edita via Block: sempre nel 2011 l'artista pubblica l'EP I Am Jacquees ed il mixtape Round Of Applause, autoproducendosi. Seguono i mixtape Fan Affiliated (2012), Quemix (2014) e Quemix 2 (2015), nonché l'EP 19 (2014): tutte queste pubblicazioni sono prodotte in maniera autonoma.
Nel 2015 Jacquees firma un contratto discografico con la Cash Money come autore, tuttavia inizia quasi subito a pubblicare musica anche in qualità di interprete tramite questa etichetta: nel 2016 vengono infatti rilasciati il mixtape Mood e il joint EP con Birdman Lost At Sea. Uno dei singoli estratti da Mood, B.E.D, riesce a portare Jacquees per la prima volta nella Billboard Hot 100 e vende 2 milioni di copie in USA, ottenendo 2 dischi di platino. Nel 2017 pubblica il singolo At The Club con Dej Loaf, col quale ottiene un altro disco di platino in USA, ed il mixtape Fuck a Friend Zone con lo stesso Dej Loaf. Nel 2018 pubblica il suo album di debutto 4275: uno dei singoli estratti dall'album, You, ottiene 2 dischi di platino in USA. Pochi mesi dopo esce un mixtape collaborativo con Birdman, Lost At Sea 2. L'album viene certificato oro in USA per aver venduto mezzo milione di copie equivalenti.
Dopo aver pubblicato anche l'EP This Time I'm Serious nel 2018, nel 2019 Jacquees pubblica il suo secondo album King Of R&B e l'EP natalizio Christmas In Decatur: entrambi vengono distribuiti anche da Republic Records. L'album non replica i risultati del precedente disco, vendendo soltanto 17 000 copie equivalenti nella sua prima settimana. Segue comunque un tour nordamericano da headliner. Nel 2020 pubblica il mixtape Exit 68, che include collaborazioni con Trey Songz ed altri artisti di rilievo Sempre nel 2020 pubblica il singolo Put in Work in collaborazione con Chris Brown.
Nel marzo 2021 collabora con la rapper Latto nel singolo Freaky as Me. Nel giugno successivo pubblica il singolo Bed Friend con Queen Naija. Nel dicembre 2022 pubblica il suo terzo album in studio Sincerly for You, prodotto esecutivamente da Future.

## Controversie
Nel 2018, nonostante i pochi anni di carriera alle spalle ed i relativamente pochi successi ottenuti, Jacquees si autoplocama "re dell'R&B", un titolo precedentemente assegnato dalla stampa ad artisti come Usher, R. Kelly, Keith Sweat e Chris Brown. Questo scatena una pesante reazione sia da parte delle persone comuni su Twitter che da parte di svariati colleghi, al punto da spingere l'artista stesso a ritrattare parzialmente quanto affermato. Sempre nel 2018 Jacquees ha realizzato un remix del brano Trip di Ella Mai, senza averne tuttavia l'autorizzazione: per tale ragione la casa discografica della Mai ha fatto rimuovere il remix dalle piattaforme ufficiali.

## Discografia

### Album in studio
- 2018 – 4275
- 2019 – King Of R&B
- 2022 – Sincerly for You

### EP
- 2011 – I Am Jacquees
- 2014 – 19
- 2016 – Lost At Sea (con Birdman)
- 2018 – This Time I'm Serious
- 2019 – Christmas In Decatur

### Singoli
- 2014 – Feel It (feat. Rich Homie Quan e Lloyd)
- 2014 – Iz Dat You
- 2014 – Pandora
- 2015 – Come Thru (feat. Rich Homie Quan)
- 2015 – Like Baby
- 2015 – Ms. Kathy (Make Up)
- 2016 – B.E.D.
- 2016 – Good Feeling
- 2017 – All the Club (feat. Dej Loaf)
- 2018 – Inside (feat. Trey Songz)
- 2018 – You
- 2019 – Your Peace (feat. Lil Baby)
- 2019 – Who's
- 2019 – Verify (feat. Young Thug e Gunna)
- 2020 – Put in Work (feat. Chris Brown)
- 2021 – Freaky as Me (feat. Mulatto)
- 2021 – Bed Friend (feat. Queen Naija)
- 2021 – Not Jus Anybody (feat. Future)
- 2021 – Land of the Free (feat. 2 Chainz)
- 2022 – Say Yea
- 2022 – Still That
- 2022 – Tipsy